# 本途物成
本途物成（ほんとものなり）とは近世日本において、土地に賦課された租税のうち、検地によって石高が示された田畑および屋敷地に課税されたもの。江戸幕府や諸藩が賦課した年貢の中でも中心的な地位を占め、本年貢（ほんねんぐ）・取箇（とりか）とも称された。また、単に「本途」「物成」とも呼ばれた。

## 概要
近世日本において農民が負担した年貢（租税）のもっとも基本的な負担であり、反対に武士（幕府・藩）からみればもっとも基本的な収入であった。
原則的には検地が可能な田畑や屋敷地が賦課の対象であり、検地が困難あるいは不可能な山林原野湖沼河海に対してはそれらからの生産物に対して賦課する小物成が適用された（ただし、山林原野湖沼河海であっても、野高・楮高・海高など、生産量に対する石盛による石高換算が設定されている地域においては、本途物成の賦課対象となった）。小物成以外にも各種の付加税・高掛物・夫役・浮役などの賦課が行われており、こうした雑税と区別する意味で、本途物成・本年貢の用語が用いられた。
本途物成は基本的には米で納めることが原則であるが、畑における本途物成（畑方物成）では麦や大豆、漆などの農作物による現物納が行われ、地域によっては金納との併用も行われた（関東畑永法・半石半永法など）。また、時代が下るにつれて米の現物納であった田における本途物成（田方物成）の地域でも、石代納や金納が一部で行われるようになった。これは貨幣経済の影響が大きくなったことによって、領主経済における米の位置づけが低下したことが影響しているとされている。更に専売制や営業税、御用金などの商工業を対象とした賦課が登場したことによって本途物成の地位は落ち込むことになる。天保年間には幕府の年貢収入全体における米納の割合は4割にまで低下していった。　　　